# 원주MBC 굿모닝FM
원주MBC 굿모닝FM은 원주MBC FM4U에서 매일 아침 8시부터 아침 9시까지 방송했던 라디오 프로그램이다. 2014년 4월 13일 자로 7년만에 폐지되었다.

## 역대 DJ
- 1대 : 전희영 아나운서
- 2대 : 박지현 아나운서
- 3대 : 김윤주 아나운서
- 4대 : 주용준 아나운서

## 같이 보기
- 원주문화방송
- MBC FM4U
- 굿모닝FM

| 원주MBC FM4U                |                         |                       |
| 이전                        | 굿모닝FM 주용준입니다   | 다음                  |
| 굿모닝FM 전현무입니다 1·2부 | 굿모닝FM 주용준입니다   | 오늘아침 정지영입니다 |
| 오전 7시 ~ 오전 8시         | 오전 8시 ~ 오전 9시     | 오전 9시 ~ 오전 11시  |
| 일부 지역 자체 방송         | 강원 영서 남부지역 방송 | 전국방송              |